# Богоявленский ручей
Богоя́вленский руче́й — малая река в районе Марфино Северо-восточного административного округа Москвы, нижний правый приток реки Лихоборки. Заключён в подземный коллектор диаметром 1,5 метра.
Длина ручья составляла 1,4 км, постоянное течение было в низовьях. Исток находился на пересечении Гостиничного проезда с улицей Комдива Орлова, устье — на западе Алтуфьевского шоссе. Водоток проходил на север вдоль Гостиничной улицы.

Ручей впадал в Богоявленский пруд, который в XVII веке принадлежал Богоявленскому монастырю.